# Palais Buquoy
Koordinaten: 50° 5′ 9,4″ N, 14° 24′ 23,2″ O

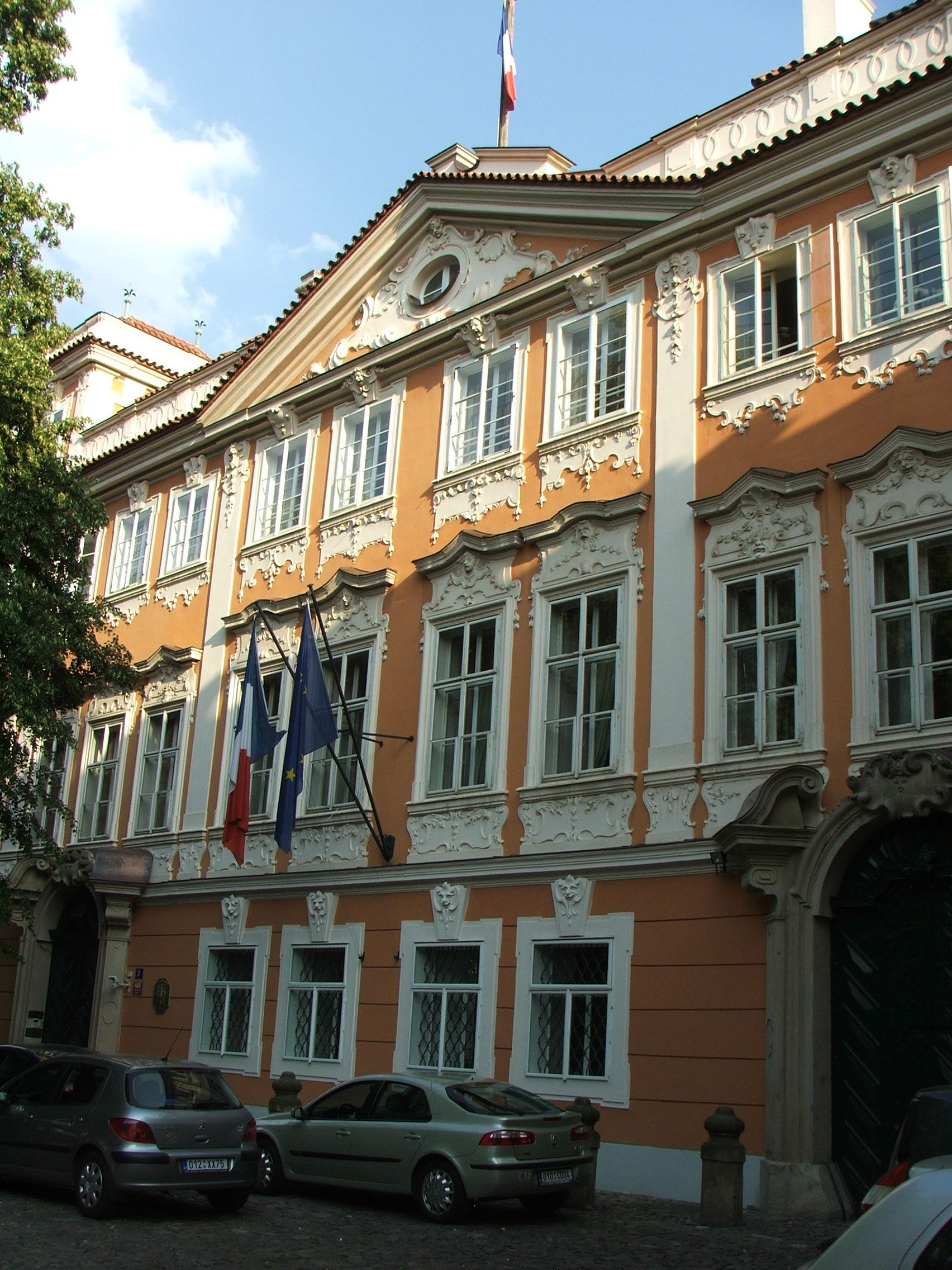
Palais Buquoy

Das Palais Buquoy (tschechisch Buquoyský palác) liegt im Zentrum von Prag am Velkopřevorské náměstí (Großprioratsplatz) (Stadtteil Malá Strana) nahe der Moldauinsel Kampa. 

## Geschichte
Als auf altem Grund des Souveränen Malteserordens am Großprioritätsplatz auf der Prager Kleinseite 1726 bis 1738 Bartholomäus Scotti für den damaligen Großprior Gundakar Poppo von Dietrichstein ein neues Palais erbaute, wurde gegenüber auch das heutige Palais Buquoy umgebaut. Das kleine Palais Buquoy, errichtet 1598 von Melchior Gniesen, wurde 1780 barockisiert; im großen Palais Buquoy, erbaut 1718, umgestaltet 1738 im Barockstil wurden die Innenräume 1896 durch Josef Schulz eindrucksvoll gestaltet. 
1748 kam das Bauwerk in den Besitz der Nachkommen des Charles Bonaventure de Longueval, General des Katholischen Liga, der in der Schlacht am Weißen Berg am 8. November 1620 zusammen mit dem bayerischen Kurfürsten Maximilian I. die Kaiserliche Armee zum Siege geführt hatte. Zum repräsentativen Prager Sitz der Familie Buquoy gehörte auch das angrenzende kleine Palais. Heute beherbergen beide Gebäude die Botschaft der Republik Frankreich.
Die prächtig ausgestatteten Räume wurden einem breiten Publikum bekannt, als sie im Film Amadeus als Kulisse für einen Barockball Verwendung fanden.